# Itaituba (ort)
Itaituba är en ort i Brasilien.   Den ligger i kommunen Itaituba och delstaten Pará, i den centrala delen av landet, 1 600 km nordväst om huvudstaden Brasília. Itaituba ligger 13 meter över havet och antalet invånare är 64 756.
Terrängen runt Itaituba är platt. Det finns inga andra samhällen i närheten.
I omgivningarna runt Itaituba växer i huvudsak städsegrön lövskog. Trakten runt Itaituba är nära nog obefolkad, med mindre än två invånare per kvadratkilometer.